# 第30步兵師 (德國國防軍)
第30步兵師（德語：30. Infanterie-Division）是納粹德國國防軍陸軍的一個步兵師。該師於1936年10月組建。
第二次世界大戰期間，該師參與入侵波蘭、入侵法國行動，1941年6月，該師並參與巴巴羅薩行動。此後該師一直在東線作戰。
該師最後於1945年5月解散。

## 註腳
1. ↑  Mitcham（2007年）